# Площадь Сталинградской Битвы

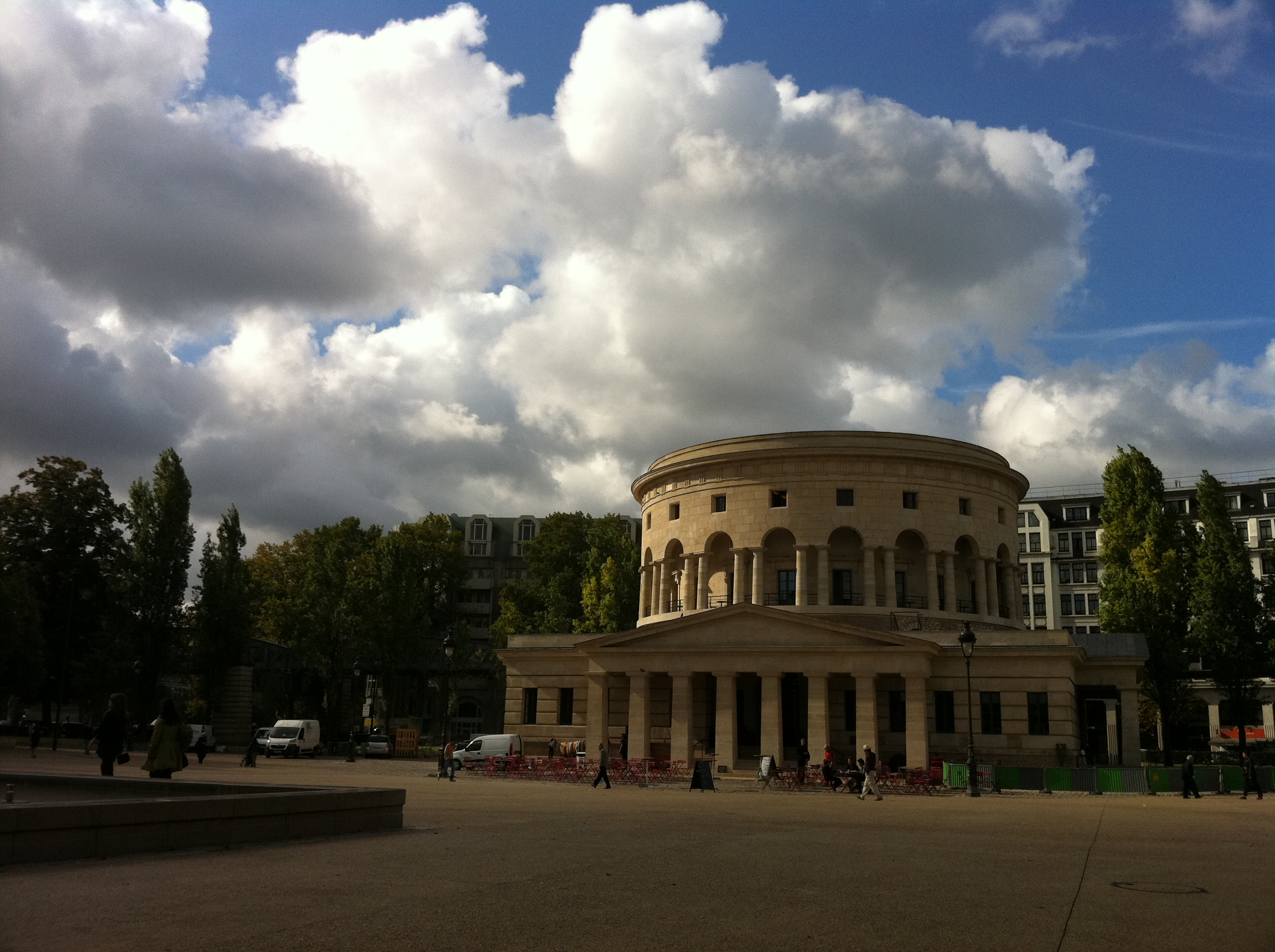
Ротонда на площади Сталинградской Битвы

Площадь Сталинградской Битвы (фр. Place de la Bataille-de-Stalingrad) находится в 19-м округе Парижа, ровно на перекрёстке улиц Секретан и Жан Жорес. Рядом с ней проходит бульвар Виллет (фр. Boulevard de la Villette) и улица Фоэтэ, а совсем недалеко протекает канал Сен-Мартен (фр. canal Saint-Martin). Площадь названа в честь победы советских войск в Сталинградской битве, одной из крупнейших битв Второй мировой войны. Ближайшие станции метро, от которых до площади можно пройти пешком — Сталинград, Жорес (фр. Jaurès) и Луи Блан (фр. Louis Blanc).

## История
Бывшую часть бульвара Виллет стали называть «Площадь Сталинград» ещё в 1945 году, при временном правительстве. Долгое время она служила парижанам и гостям города в качестве автобусной станции. В 1993 году было закреплено официальное название «площадь Сталинградской Битвы». В 2006 году площадь была модернизирована. Теперь это пешеходная площадь с центральным фонтаном, ротондой Ла Виллет (фр. Rotonde de la Villette) и двумя ресторанами: 25 Degrés Est и La Rotonde.